# Eumecynostomum papillosum
Eumecynostomum papillosum är en plattmaskart som först beskrevs av Faubel 1974.  Eumecynostomum papillosum ingår i släktet Eumecynostomum och familjen Mecynostomidae. Inga underarter finns listade i Catalogue of Life.